# Trauma (film 2004)
Trauma è un film del 2004 diretto da Marc Evans.

## Trama
A causa di un incidente stradale Ben è finito in coma per una settimana. Al suo risveglio scopre che la moglie Elisa è morta nello stesso incidente e si lega alla vicina di casa Charlotte.